# Sexbandad murargeting
Sexbandad murargeting (Ancistrocerus claripennis) är en stekelart som beskrevs av Thomson 1874. Enligt Catalogue of Life ingår sexbandad murargeting i släktet murargetingar och familjen Eumenidae, men enligt Dyntaxa är tillhörigheten istället släktet murargetingar och familjen getingar. Arten är reproducerande i Sverige. Utöver nominatformen finns också underarten A. c. ponticus.